# Euhybus martiniensis
Euhybus martiniensis är en tvåvingeart som beskrevs av Ale-rocha och José Albertino Rafael 2004. Euhybus martiniensis ingår i släktet Euhybus och familjen puckeldansflugor.
Artens utbredningsområde är Dominikanska republiken. Inga underarter finns listade i Catalogue of Life.